# الطاقة الشمسية في اليونان
يمكن القول أن تطور الطاقة الشمسية في اليونان بدأ منذ عام 2006 وإزدات منشآت الطاقة منذ عام 2009 بسبب دعم الحكومة وتشجيعها للاتجاه للطاقة النظيفة وتقليل الاعتماد على المصادر التقليدية ونمو التكنولوجيا المستخدمة في صناعة الألواح الشمسية وزيادة التطبيقات المعتمدة على الخلايا الشمسية في الأسواق. ومع ذلك، خلق هذا النمو عجزا كبيرا في اقتصاد اليونان فكلفها أكثر من 500 مليون يورو لإنشاء سوق طاقة شمسية قوي، ولكن هذا السوق لم يتمكن الاستفادة منه حتى أغسطس عام 2012.
تم إدخال أنظمة ولوائح جديدة لتغطية العجز مثل فرض ضريبة مؤقتة على كل محطات الطاقة الشمسية (بما في ذلك المحطات المنزلية)، منح تراخيص للمشاريع الجديدة، وتخفيض التعريفات الجمركية على المكونات.
صممت اليونان على إكمال تطوير الطاقة الشمسية كوسيلة لتغطية ديونها. فأعلنت بناء أكبر محطة للطاقة الشمسية في العالم بسعة إجمالية تتراوح بين 3000-10000 ميجاوات، ولكن لم يتم تحديد الموقع حتى الآن.
بحلول أبريل 2015، وصلت السعة الكلية للطاقة الشمسية في اليونان إلى 2442.6 ميجاوات، تم إنشاء 350.5 ميجاوات منها على أسطح المنازل والباقي على الأرض. جزء كبير من هذه الزيادة «بالتحديد 987.2 ميجاوات» تم إضافته في الفترة ما بين يناير - سبتمبر 2013 على الرغم من وجود أزمة مالية لم يسبق لها مثيل.
تأتي اليونان في المرتبة الخامسة فيما يتعلق بنصيب الفرد من الطاقة الشمسية. كان من المتوقع أن الطاقة الشمسية المولدة ستكون كافية لتغطية 7٪ من احتياجات الكهرباء في عام 2014.
للطاقة الشمسية نوعان. الرخيص في عام 2013 متمثلا في محطات الطاقة الشمسية العادية (PV) وإنتاجها متغير حسب عدد ساعات ظهور الشمس وأيام الغيوم وكفاءة المنظومة.
محطات الطاقة الشمسية المركزة (CSP) والتي يمكنها توفير مخزون من الطاقة لمدة 24 ساعة، ولها كفاءة عالية.

## الطاقة الشمسية

### الحالية
| القدرة        | الموقع            | الوصف                          | سنة الإنشاء |
| ------------- | ----------------- | ------------------------------ | ----------- |
| 7+7 ميجاوات   | ناوسا (باروس)     | أكثر من محطة                   | 2013        |
| 4.3 ميجاوات   | فلورينا           | توجد في منطقة فلورينا الصناعية | 2009        |
| 2 ميجاوات     | فولوس             |                                | 2009        |
| 2 ميجاوات     | طيبة              |                                | 2009        |
| 1.997 ميجاوات | كوتسوبودي         |                                | 2009        |
| 1.99 ميجاوات  | تريبولي           |                                | 2009        |
| 1.25 ميجاوات  | بورناري(Pournari) |                                | 2009        |
| 1 ميجاوات     | Iliopenditiki     |                                | 2009        |
| 944 كيلو وات  | Pontoiraklia      |                                | 2009        |
| 100 كيلو وات  | كاينوس            |                                | 2009        |
| 60 كيلو وات   | سيفانوس           |                                | 1998        |
| 20 كيلو وات   | تاوروس (أتيكي)    |                                | 2009        |
| 20 كيلو وات   | محطة إيثل         |                                | 2009        |
| 20 كيلو وات   | ماروسي            |                                | 2009        |

### في المستقبل
| القدرة          | الموقع               | الوصف                           | عام الإنشاء |
| --------------- | -------------------- | ------------------------------- | ----------- |
| 200–300 ميجاوات | كوزاني               | مزرعة كوازني للطاقة الشمسية     | –           |
| 50 ميجاوات      | ميغالوبولي (أركاديا) | مزرعة ميغالوبولي للطاقة الشمسية | –           |
| 0.48 ميجاوات    | كريت                 | محطة كريت للطاقة الشمسية        | –           |

### نصيب الفرد من الطاقة الشمسية

نمو نصيب الفرد من الطاقة الشمسية بالوات منذ عام 1992

نمو الخلايا الشمسية في عام 2014

| <0.1, n/a 0.1-1 1-10 | 10-50 50-100 100-150 | 150-200 200-300 300-450 |